# رمضان كوسي
رمضان كوسي (بالتركية: Ramazan Köse)‏ (12 مايو 1988 بأنقرة في تركيا - ) هو لاعب كرة قدم تركي في مركز حراسة المرمى. شارك مع منتخب تركيا ب لكرة القدم ‏. أما مع النوادي، فقد لعب مع غنتشلربيرليغي وغيرسون سبور ونادي قاسم باشا.

## وصلات خارجية
- رمضان كوسي على موقع الاتحاد الأوربي (الإنجليزية)
- رمضان كوسي على موقع اتحاد تركيا (لاعب) (الإنجليزية)
- رمضان كوسي على موقع قاعدة بيانات كرة القدم.إي يو (الإنجليزية)
- رمضان كوسي على موقع Soccerway.com (الإنجليزية)
- رمضان كوسي على موقع عالم كرة القدم.نت (الإنجليزية)